# Adrian Dietrich Lothar von Trotha
Adrian Dietrich Lothar von Trotha (3. července 1848 Magdeburg – 31. března 1920 Bonn) byl německý velitel koloniálních vojsk (německy Schutztruppe) v Africe. Vojenské zkušenosti získal v prusko-rakouské a prusko-francouzské válce. Mezi jeho neblaze proslulé činy patří i zmasakrování mnoha domorodých kmenů v Africe během své velitelské služby v Německé jihozápadní Africe.

## Život

### Velitel koloniálních vojsk
Adrian Dietrich Lothar von Trotha přišel do Afriky v roce 1894 s pověřením potlačit jakoukoliv možnou hrozbu ze strany domorodých kmenů. Byl jmenován velitelem koloniálních vojsk v Německé východní Africe – v dnešní Tanzanii, Rwandě, Burundi. Velmi rychle se mu podařilo upevnit si své postavení za pomocí tvrdých prostředků, které používal proti potlačení nepokojů, jež hrozily koloniím ze strany afrických kmenů.

### Čína a boxerské povstání
Nedlouho po službě v Africe sloužil v Číně, kde roku 1900 potlačil protizápadní boxerské povstání, které vedla tajná společnost Spravedlivé a harmonické pěsti. Z toho je i odvozen jejich název boxeři. Tato společnost svým stoupencům tvrdila, že je dokáže vycvičit v bojovém umění natolik, že se nakonec stanou nezranitelní vůči kterékoli zbrani včetně kulkám z palných zbraní. Boxeři zahájili činnost v Šan-tungu, kde si získali stoupence z venkovské chudiny. Šířili propagandu vedenou vůči katolickým misionářům a západním přistěhovalcům, která tak jenom podněcovala četné potyčky s těmito cizineckými skupinami.
Císařovna Cch‘-si toto sdružení podporovala, neboť se domnívala, že jí boxeři pomohou udržet její pozici vládkyně Říše Čching. Roku 1900 se povstalcům podařilo oblehnout velvyslanectví západních států v Pekingu. S obležením pomáhala i císařská armáda. Současně bylo vypleněno i město. Trvalo několik měsíců, než se Lotharovi nakonec podařilo povstání úspěšně potlačit.

### Povstání kmene Herero
V květnu 1904 byl Trotha jmenován vrchním velitelem Německé Jihozápadní Afriky, protože oblast sužovaly četné problémy způsobené povstáním kmene Herero. Trotha tedy přišel do kolonie s armádou 10 000 mužů. Problém se rozhodl řešit zahnáním Hererů na jediné místo, které následně obklíčil ze tří stran a nechal jako jedinou možnost ústupu ponechal Kalaharskou poušť.
Již v srpnu 1904 se Trotha hodlal s Herery nadobro vypořádat. S dvěma tisíci muži zaútočil na obklíčené Herery čítající 50 000 členů, z čehož bylo 6 000 válečníků. Hererové nevlastnili žádné moderní zbraně, a tak Lothar von Trotha v nevyrovnané bitvě u Waterbergu zmasakroval velkou část celého kmene. Ti, kteří bitvu přežili, uprchli do pouště. Trotha nařídil otrávit veškeré vodní zdroje v Kalahari a dále nařídil postavit okolo Kalahari plot. Vojáci byli umístěni v okolí a bylo jim nařízeno zastřelit každého, kdo se pokusí utéct z pouště ven.
K této události vydal vyhlazovací rozkaz: „Všichni Hererové musí opustit zemi. Pokud odmítnou, přinutím je k tomu… Každý Herero dopadený na německém území bude zastřelen… Neberte žádné zajatce. Tak zní mé rozhodnutí o hererském národě.“
Rozkaz však nebyl přesně naplněn. Někteří byli posláni do pracovních táborů a otroctví, kde však nakonec zemřeli vyčerpáním, hladem a nemocemi. Mnoho žen se stalo oběťmi znásilnění a vražd. Další lidé byli využiti jako „pokusné myši“ pro genetika Eugena Fischera, jenž se snažil dokázat inferioritu Afričanů. Z původních 80 000 obyvatel kmene Herero tak nakonec přežilo pouze 15 000 členů.

### Povstání kmene Namů
V dubnu roku 1905 povstal proti německým kolonizátorům kmen Namů, načež Lothar von Trotha opět využil své osvědčené metody a vydal veřejný výnos, v němž stálo: „Nama, který se nepodrobí a bude spatřen v německé oblasti, bude zastřelen, to platí, dokud nebudou všichni zlikvidování. Ti, kdo se na počátku povstání dopustili vraždy bělochů nebo nařídili bělochy zavraždit, propadli podle zákona hrdlem. Pokud jde o těch pár, kteří nebyli poraženi, povede se jim stejně jako Hererům, kteří ve své zaslepenosti také věřili, že mohou vést úspěšnou válku proti německému císaři a velikému německému národu. A táži se vás: Kde jsou ti Hererové dnes?“
Po vydání ediktu bylo povražděno na 10 000 Namů; 9 000 jich bylo umístěno v koncentračních táborech.

### Zpět v Evropě
Roku 1905, kdy do Německa dorazily zprávy o velitelských skutcích Lothara von Trothy, se strhla vlna rozhořčení, která však nevedla k tomu, že by císař Lothara za své skutky potrestal, jak se předpokládalo, nýbrž jej pouze odvolal zpět do Evropy. Lothar von Trotha sloužil v první světové válce jako jeden z nejvyšších důstojníků. Zemřel přirozenou smrtí roku 1920.

## Neblahý odkaz
Trotha vytvořil „vzorec“, který poté zúročili nacisté během holokaustu. Německá vláda se v roce 2004 omluvila lidu Namibie a oficiálně přiznala historickou i morální vinu, spolu se zodpovědností za skutky, které Lothar von Trotha spáchal.

## Citáty
| „                   | V proudech krve a peněz likvidující vzbouřené kmeny. Jedině po této čistce může se vynořit něco nového. | “ |
| — Lothar von Trotha | |   |